# Фонограф
Фонограф (од грч. φωνή — звук  и γράφω — писати) је машина за бележење и репродукцију гласа и звука преко цилиндра (ваљка). Преко уређаја су се бележиле вибрације звука у ваздуху на парафинском папиру. Пронашао га Томас Алва Едисон 1877. године.
Наследник фоноаутографа и претходник грамофона био је фонограф. Фонограф је превасходно био намењен пословној комуникацији, као машина која ће уместо стенографа, снимати и бележити изговорене речи. Репродукција звучних таласа је изузетно сложен и софистициран концепт. Први корак је “хватање” звучних таласа који се пружају кроз ваздух, затим следи њихово претварање у неку механичку форму и на крају, репродуковање забележеног звука. Едисон је створио уређај који је могао забележити и касније репродуковати тај звук. Првобитно је бележен на ролни папира да би касније, проучавајући фоноаутограф Леона Скота (фр. Édouard-Léon Scott de Martinville), направио фонограф који је звучне „трагове” оцртавао на ваљку обложеном танком металном фолијом. Звучни снимак на цилиндру трајао је највише 2 до 4 минута. Да би се забележио звук, оператер би викао у левак по облику сличан микрофону телефона и истовремено покретао ручицу. Вибрације су се преносиле преко мембране и игле на танку металну фолију, у виду серија малих знакова. Да би се овај снимак репродукова, игла би ишла по траговима звучних шара с фолије ваљка и преносила вибрацију на мембрану.
Американац немачког порекла Емил Берлинер приступио је послу на стварању уређаја за снимање и репродуковање звука из сасвим другачије перспективе и пријавио је свој патент - грамофон. Фонограф и грамофон функционишу на потпуно различитим принципима.

## Толстојев глас на фонографу
Толстојев глас снимљен је 1908. године док је писмо Татјани Кумизниској читао у фонограф који му је поклонио Томас Едисон. Поклањајући му примерак свог изума, Едисон је Толстоју послао и писмо следећег садржаја:
| „                   | Треба за потомство сачувати ваш глас. Прилажем упутство како апарат употребити. Нека је са срећом, а радост оних који ће стићи за вама нека нам буде најлепша захвалност”. | ” |
| — Томас Алва Едисон | |   |

Реченица коју је Едисон изговорио у фонограф је први званични звучни запис (иако је Едуар Леон Скот де Мартенвил пре њега забележио глас) у историји и гласи:
| „                   | “Mary had a little lamb, its fleece was white as snow, and everywhere that Mary went, the lamb was sure to go. | ” |
| — Томас Алва Едисон | |   |

## Први звучни запис забележио Француз
Најстарији и први звучни запис људског гласа је француска народна песма 'Au clair de la lune' која је снимљена 9. априла 1860. године захваљујући француском проналазачу Леону Скоту. Снимак је направљен 17 година пре него што је Едисон изумео фонограф, али због комерцијализације фонографа Едисон остаје упамћен као творац првог „ухваћеног” забележеног гласа.

## Историјски редослед настанка уређаја који бележе звук
1. Фоноаутограф (Едуар Леон Скот де Мартенвил, 1857)
2. Палеофон (није патентиран) (Шарл Кро, 1877)
3. Фонограф (Томас Едисон, 1877)
4. Графофон (Чарлс Самнер Тејнтер и Чичестер Александар Бел, 1886)
5. Грамофон (Емил Берлинер, 1887)